# Douzième circonscription de Tokyo
La douzième circonscription de Tokyo (東京都第12区, Tōkyō-to dai-jūni-ku) est l'une des trente circonscriptions législatives que compte la préfecture métropolitaine de Tokyo.

## Description géographique
Entre 1994 et 2017, la douzième circonscription de Tokyo regroupait l'arrondissement spécial de Kita et une partie de l'arrondissement d'Adachi.
Entre 2017 et 2022, elle comprenait l'arrondissement de Kita et une partie des arrondissements de Toshima, Itabashi et Adachi.
Depuis 2022, elle couvre l'arrondissement de Kita et une partie de l'arrondissement d'Itabashi,.

## Députés
| Législature | Début de mandat | Fin de mandat | Député élu             | Parti politique | Parti politique |
| ----------- | --------------- | ------------- | ---------------------- | --------------- | --------------- |
| 41e         | 1996            | 2000          | Eita Yashiro (ja)      |                 | PLD             |
| 42e         | 2000            | 2003          | Eita Yashiro (ja)      |                 | PLD             |
| 43e         | 2003            | 2005          | Akihiro Ōta            |                 | Kōmeitō         |
| 44e         | 2005            | 2009          | Akihiro Ōta            |                 | Kōmeitō         |
| 45e         | 2009            | 2012          | Ai Aoki (ja)           |                 | PDJ             |
| 46e         | 2012            | 2014          | Akihiro Ōta            |                 | Kōmeitō         |
| 47e         | 2014            | 2017          | Akihiro Ōta            |                 | Kōmeitō         |
| 48e         | 2017            | 2021          | Akihiro Ōta            |                 | Kōmeitō         |
| 49e         | 2021            | 2024          | Mitsunari Okamoto (ja) |                 | Kōmeitō         |
| 50e         | 2024            | -             | Kei Takagi (ja)        |                 | PLD             |